# لیور هاراماتی
لیور هاراماتی (انگلیسی: Lior Haramaty؛ زادهٔ ۱ ژانویهٔ ۱۹۶۶) کارآفرین اهل اسرائیل است، که در سال ۱۹۸۵ شرکت ووکال‌تک را تأسیس کرد.